# 1. Fußball- und Sportverein Mainz 05 2019-2020
Questa voce raccoglie le informazioni riguardanti il 1. Fußball- und Sportverein Mainz 05 nelle competizioni ufficiali della stagione 2019-2020.

## Stagione
Nella stagione 2019-2020 il Magonza, allenato da Sandro Schwarz e Achim Beierlorzer, concluse il campionato di Bundesliga al 13º posto. In Coppa di Germania il Magonza fu eliminato al primo turno dal Kaiserslautern.

## Rosa
| N. |                          | Ruolo | Calciatore            |
| -- | ------------------------ | ----- | --------------------- |
| 1  | Germania (bandiera)      | P     | Florian Müller        |
| 2  | Francia (bandiera)       | D     | Ronaël Pierre-Gabriel |
| 3  | Spagna (bandiera)        | D     | Aarón Martín          |
| 4  | Paesi Bassi (bandiera)   | D     | Jerry St. Juste       |
| 5  | Paesi Bassi (bandiera)   | C     | Jean-Paul Boëtius     |
| 6  | Germania (bandiera)      | C     | Danny Latza           |
| 7  | Svezia (bandiera)        | A     | Robin Quaison         |
| 8  | Germania (bandiera)      | C     | Levin Öztunalı        |
| 9  | Francia (bandiera)       | A     | Jean-Philippe Mateta  |
| 11 | Corea del Sud (bandiera) | A     | Ji Dong-won           |
| 13 | Paesi Bassi (bandiera)   | D     | Jeffrey Bruma         |
| 14 | Camerun (bandiera)       | C     | Pierre Kunde          |
| 16 | Germania (bandiera)      | D     | Stefan Bell           |
| 17 | Germania (bandiera)      | D     | Jonathan Meier        |
| 18 | Germania (bandiera)      | D     | Daniel Brosinski      |
| 19 | Francia (bandiera)       | D     | Moussa Niakhaté       |

| N. |                        | Ruolo | Calciatore          |
| -- | ---------------------- | ----- | ------------------- |
| 20 | Svizzera (bandiera)    | C     | Edimilson Fernandes |
| 21 | Austria (bandiera)     | A     | Karim Onisiwo       |
| 22 | Nigeria (bandiera)     | A     | Taiwo Awoniyi       |
| 23 | Austria (bandiera)     | D     | Phillipp Mwene      |
| 24 | Germania (bandiera)    | C     | Merveille Papela    |
| 27 | Germania (bandiera)    | P     | Robin Zentner       |
| 28 | Ungheria (bandiera)    | A     | Ádám Szalai         |
| 29 | Germania (bandiera)    | A     | Jonathan Burkardt   |
| 30 | Germania (bandiera)    | A     | Cyrill Akono        |
| 32 | Germania (bandiera)    | D     | Niklas Kölle        |
| 33 | Israele (bandiera)     | P     | Omer Hanin          |
| 34 | Germania (bandiera)    | C     | Ridle Baku          |
| 35 | Lussemburgo (bandiera) | C     | Leandro Barreiro    |
| 37 | Germania (bandiera)    | P     | Finn Dahmen         |
| 38 | Turchia (bandiera)     | C     | Erkan Eyibil        |
| 42 | Germania (bandiera)    | D     | Alexander Hack      |

## Organigramma societario
Area tecnica
- Preparatori atletici:
- Allenatore in seconda: Niko Bungert, Michael Falkenmayer, Jan-Moritz Lichte, Michael Thurk
- Preparatore dei portieri: Stephan Kuhnert
- Analisi video: Daniel Fischer, Maximilian Rose, Bernd Legien
- Allenatore: Achim Beierlorzer

## Calciomercato

### Sessione estiva
| Acquisti | Acquisti                | Acquisti        | Acquisti |
| R.       | Nome                    | da              | Modalità |
| -------- | ----------------------- | --------------- | -------- |
| A        | Ádám Szalai             | Hoffenheim      |          |
| D        | Jerry St. Juste         | Feyenoord       |          |
| A        | Taiwo Awoniyi           | Liverpool U23   |          |
| A        | Cyrill Akono            | Preußen Münster |          |
| C        | Edimilson Fernandes     | Fiorentina      |          |
| P        | Omer Hanin              | Hapoel Hadera   |          |
| A        | Ji Dong-won             | Augusta         |          |
| C        | José Rodríguez Martínez | Fortuna Sittard |          |
| D        | Jonathan Meier          | Bayern Monaco   |          |
| D        | Ronaël Pierre-Gabriel   | Monaco          |          |
| A        | Aaron Seydel            | Holstein Kiel   |          |

| Cessioni | Cessioni                | Cessioni      | Cessioni |
| R.       | Nome                    | a             | Modalità |
| -------- | ----------------------- | ------------- | -------- |
| C        | José Rodríguez Martínez | Malaga        |          |
| C        | Jean-Philippe Gbamin    | Everton       |          |
| A        | Emil Berggreen          | Twente        |          |
| A        | Issah Abass             | Utrecht       |          |
| C        | Gerrit Holtmann         | Paderborn     |          |
| P        | Jannik Huth             | Paderborn     |          |
| A        | Anthony Ujah            | Union Berlino |          |

### Sessione invernale
| Acquisti | Acquisti      | Acquisti  | Acquisti |
| R.       | Nome          | da        | Modalità |
| -------- | ------------- | --------- | -------- |
| D        | Jeffrey Bruma | Wolfsburg |          |

| Cessioni | Cessioni        | Cessioni       | Cessioni |
| R.       | Nome            | a              | Modalità |
| -------- | --------------- | -------------- | -------- |
| D        | Ahmet Gürleyen  | Liefering      |          |
| C        | Alexandru Maxim | Gaziantep      |          |
| A        | Aaron Seydel    | Jahn Ratisbona |          |

## Risultati

### Bundesliga

#### Girone di andata
| Arbitro: | Hartmann |

|                                             |           |  |
| Höler 81’ Schmid 83’ Waldschmidt 87’ (rig.) | Marcatori |  |

| Arbitro: | Petersen |

|             |           |                                |
| Quaison 18’ | Marcatori | 31’ Lainer 77’ Pléa 79’ Embolo |

| Arbitro: | Schmidt |

|                                                                       |           |            |
| Pavard 36’ Alaba 45’ Perišić 54’ Coman 64’ Lewandowski 78’ Davies 80’ | Marcatori | 6’ Boëtius |

| Arbitro: | Fritz |

|                       |           |            |
| Quaison 40’ Juste 88’ | Marcatori | 83’ Grujić |

| Arbitro: | Schlager |

|                      |           |             |
| Serdar 36’ Harit 89’ | Marcatori | 75’ Onisiwo |

| Arbitro: | Brych |

|  |           |              |
|  | Marcatori | 9’ Tisserand |

| Arbitro: | Ittrich |

|              |           |                                 |
| Zolinski 14’ | Marcatori | 8’ Quaison 32’ (rig.) Brosinski |

| Arbitro: | Zwayer |

|              |           |  |
| Hennings 82’ | Marcatori |  |

| Arbitro: | Willenborg |

|                                      |           |             |
| Boëtius 21’ Quaison 57’ Öztunalı 82’ | Marcatori | 14’ Terodde |

| Arbitro: | Winkmann |

|                                                                                     |           |  |
| Sabitzer 5’ Werner 30’, 48’, 87’ Nkunku 35’ Halstenberg 38’ Poulsen 44’ Mukiele 50’ | Marcatori |  |

| Arbitro: | Osmers |

|                           |           |                                         |
| Onisiwo 81’ Brosinski 90’ | Marcatori | 30’ (aut.) Brosinski 45’, 51’ Andersson |

| Arbitro: | Dankert |

|              |           |                                                              |
| Kramarić 83’ | Marcatori | 33’ Öztunalı 52’ (aut.) Kadeřábek 62’, 90’ Kunde 90’ Boëtius |

| Arbitro: | Gräfe |

|                        |           |                 |
| Onisiwo 50’ Szalai 69’ | Marcatori | 33’ Hinteregger |

| Arbitro: | Schmidt |

|                                      |           |              |
| Richter 41’ Niederlechner 65’ (rig.) | Marcatori | 15’ Öztunalı |

| Arbitro: | Cortus |

|  |           |                                           |
|  | Marcatori | 32’ Reus 66’ Sancho 69’ Hazard 84’ Schulz |

| Arbitro: | Willenborg |

|  |           |                                                      |
|  | Marcatori | 10’, 19’, 38’ Quaison 15’ (aut.) Pavlenka 81’ Mateta |

| Arbitro: | Ittrich |

|  |           |            |
|  | Marcatori | 90’ Alario |

#### Girone di ritorno
| Arbitro: | Jablonski |

|            |           |                       |
| Mateta 82’ | Marcatori | 28’ Kwon 41’ Petersen |

| Arbitro: | Zwayer |

|                           |           |             |
| Pléa 24’, 76’ Neuhaus 88’ | Marcatori | 11’ Quaison |

| Arbitro: | Dankert |

|           |           |                                      |
| Juste 45’ | Marcatori | 8’ Lewandowski 14’ Müller 26’ Thiago |

| Arbitro: | Petersen |

|            |           |                              |
| Boyata 84’ | Marcatori | 17’, 82’, 90’ (rig.) Quaison |

| Magonza 16 febbraio 2020, ore 18:00 CET 22ª giornata | Magonza  | 0 – 0 referto | Schalke 04 | Opel Arena (27 482 spett.)\| Arbitro: \| Winkmann \| |
| Arbitro:                                             | Winkmann |               |            |                                                      |

| Arbitro: | Cortus |

|                                           |           |  |
| Brekalo 21’ Steffen 45’, 68’ Gerhardt 49’ | Marcatori |  |

| Arbitro: | Osmers |

|                         |           |  |
| Quaison 29’ Onisiwo 37’ | Marcatori |  |

| Arbitro: | Osmers |

|              |           |             |
| Öztunalı 61’ | Marcatori | 85’ Karaman |

| Arbitro: | Winkmann |

|                         |           |                       |
| Uth 6’ (rig.) Kainz 53’ | Marcatori | 61’ Awoniyi 72’ Kunde |

| Arbitro: | Schmidt |

|  |           |                                               |
|  | Marcatori | 11’, 48’, 75’ Werner 23’ Poulsen 36’ Sabitzer |

| Arbitro: | Schröder |

|                |           |          |
| Ingvartsen 33’ | Marcatori | 13’ Baku |

| Arbitro: | Stegemann |

|  |           |           |
|  | Marcatori | 43’ Bebou |

| Arbitro: | Brych |

|  |           |                        |
|  | Marcatori | 43’ Niakhaté 77’ Kunde |

| Arbitro: | Fritz |

|  |           |                  |
|  | Marcatori | 1’ Niederlechner |

| Arbitro: | Willenborg |

|  |           |                                |
|  | Marcatori | 33’ Burkardt 49’ (rig.) Mateta |

| Arbitro: | Gräfe |

|                                       |           |           |
| Quaison 25’ Boëtius 30’ Fernandes 85’ | Marcatori | 58’ Ōsako |

| Arbitro: | Cortus |

|            |           |  |
| Volland 2’ | Marcatori |  |

### Coppa di Germania
| Arbitro: | Zwayer |

|                            |           |  |
| Starke 63’ (rig.) Pick 90’ | Marcatori |  |

## Statistiche

### Statistiche di squadra
| Competizione      | Punti | In casa | In casa | In casa | In casa | In casa | In casa | In trasferta | In trasferta | In trasferta | In trasferta | In trasferta | In trasferta | Totale | Totale | Totale | Totale | Totale | Totale | DR  |
| Competizione      | Punti | G       | V       | N       | P       | Gf      | Gs      | G            | V            | N            | P            | Gf           | Gs           | G      | V      | N      | P      | Gf     | Gs     | DR  |
| ----------------- | ----- | ------- | ------- | ------- | ------- | ------- | ------- | ------------ | ------------ | ------------ | ------------ | ------------ | ------------ | ------ | ------ | ------ | ------ | ------ | ------ | --- |
| Bundesliga        | 37    | 17      | 5       | 2       | 10      | 18      | 29      | 17           | 6            | 2            | 9            | 26           | 36           | 34     | 11     | 4      | 19     | 44     | 65     | -21 |
| Coppa di Germania | -     | 0       | 0       | 0       | 0       | 0       | 0       | 1            | 0            | 0            | 1            | 0            | 2            | 1      | 0      | 0      | 1      | 0      | 2      | -2  |
| Totale            | 37    | 17      | 5       | 2       | 10      | 18      | 29      | 18           | 6            | 2            | 10           | 26           | 38           | 35     | 11     | 4      | 20     | 44     | 67     | -23 |

### Andamento in campionato
| Giornata  | 1  | 2  | 3  | 4  | 5  | 6  | 7  | 8  | 9  | 10 | 11 | 12 | 13 | 14 | 15 | 16 | 17 | 18 | 19 | 20 | 21 | 22 | 23 | 24 | 25 | 26 | 27 | 28 | 29 | 30 | 31 | 32 | 33 | 34 |
| --------- | -- | -- | -- | -- | -- | -- | -- | -- | -- | -- | -- | -- | -- | -- | -- | -- | -- | -- | -- | -- | -- | -- | -- | -- | -- | -- | -- | -- | -- | -- | -- | -- | -- | -- |
| Luogo     | T  | C  | T  | C  | T  | C  | T  | T  | C  | T  | C  | T  | C  | T  | C  | T  | C  | C  | T  | C  | T  | C  | T  | C  | C  | T  | C  | T  | C  | T  | C  | T  | C  | T  |
| Risultato | P  | P  | P  | V  | P  | P  | V  | P  | V  | P  | P  | V  | V  | P  | P  | V  | P  | P  | P  | P  | V  | N  | P  | V  | N  | N  | P  | N  | P  | V  | P  | V  | V  | P  |
| Posizione | 16 | 18 | 18 | 16 | 17 | 16 | 13 | 17 | 13 | 15 | 16 | 13 | 12 | 13 | 14 | 14 | 14 | 15 | 15 | 15 | 15 | 15 | 15 | 15 | 15 | 15 | 15 | 15 | 15 | 15 | 15 | 15 | 13 | 13 |

Legenda:

Luogo: C = Casa; T = Trasferta. Risultato: V = Vittoria; N = Pareggio; P = Sconfitta.

### Statistiche dei giocatori
| Giocatore         | Bundesliga | Bundesliga | Bundesliga  | Bundesliga | Coppa di Germania | Coppa di Germania | Coppa di Germania | Coppa di Germania | Totale   | Totale | Totale      | Totale     |
| Giocatore         | Presenze   | Reti       | Ammonizioni | Espulsioni | Presenze          | Reti              | Ammonizioni       | Espulsioni        | Presenze | Reti   | Ammonizioni | Espulsioni |
| ----------------- | ---------- | ---------- | ----------- | ---------- | ----------------- | ----------------- | ----------------- | ----------------- | -------- | ------ | ----------- | ---------- |
| I. Abass          | 0          | 0          | 0           | 0          | 0                 | 0                 | 0                 | 0                 | 0        | 0      | 0           | 0          |
| C. Akono          | 0          | 0          | 0           | 0          | 0                 | 0                 | 0                 | 0                 | 0        | 0      | 0           | 0          |
| T. Awoniyi        | 12         | 1          | 1           | 0          | 0                 | 0                 | 0                 | 0                 | 12       | 1      | 1           | 0          |
| R. Baku           | 30         | 1          | 5           | 1          | 1                 | 0                 | 0                 | 0                 | 31       | 1      | 5           | 1          |
| L. Barreiro       | 18         | 0          | 4           | 0          | 0                 | 0                 | 0                 | 0                 | 18       | 0      | 4           | 0          |
| S. Bell           | 0          | 0          | 0           | 0          | 1                 | 0                 | 1                 | 0                 | 1        | 0      | 1           | 0          |
| J. Boëtius        | 28         | 4          | 5           | 0          | 1                 | 0                 | 0                 | 0                 | 29       | 4      | 5           | 0          |
| D. Brosinski      | 26         | 2          | 3           | 0          | 1                 | 0                 | 0                 | 0                 | 27       | 2      | 3           | 0          |
| J. Bruma          | 8          | 0          | 3           | 0          | 0                 | 0                 | 0                 | 0                 | 8        | 0      | 3           | 0          |
| J. Burkardt       | 8          | 1          | 0           | 0          | 1                 | 0                 | 0                 | 0                 | 9        | 1      | 0           | 0          |
| F. Dahmen         | 0          | 0          | 0           | 0          | 0                 | 0                 | 0                 | 0                 | 0        | 0      | 0           | 0          |
| E. Eyibil         | 0          | 0          | 0           | 0          | 0                 | 0                 | 0                 | 0                 | 0        | 0      | 0           | 0          |
| E. Fernandes      | 24         | 1          | 5           | 1          | 1                 | 0                 | 0                 | 0                 | 25       | 1      | 5           | 1          |
| A. Gürleyen       | 0          | 0          | 0           | 0          | 0                 | 0                 | 0                 | 0                 | 0        | 0      | 0           | 0          |
| A. Hack           | 14         | 0          | 2           | 0          | 0                 | 0                 | 0                 | 0                 | 14       | 0      | 2           | 0          |
| O. Hanin          | 0          | 0          | 0           | 0          | 0                 | 0                 | 0                 | 0                 | 0        | 0      | 0           | 0          |
| G. Holtmann       | 0          | 0          | 0           | 0          | 0                 | 0                 | 0                 | 0                 | 0        | 0      | 0           | 0          |
| D. Ji             | 4          | 0          | 1           | 0          | 0                 | 0                 | 0                 | 0                 | 4        | 0      | 1           | 0          |
| J. Juste          | 25         | 2          | 7           | 0          | 1                 | 0                 | 0                 | 0                 | 26       | 2      | 7           | 0          |
| P. Kunde          | 28         | 4          | 6           | 0          | 0                 | 0                 | 0                 | 0                 | 28       | 4      | 6           | 0          |
| N. Kölle          | 0          | 0          | 0           | 0          | 0                 | 0                 | 0                 | 0                 | 0        | 0      | 0           | 0          |
| D. Latza          | 23         | 0          | 7           | 0          | 1                 | 0                 | 1                 | 0                 | 24       | 0      | 8           | 0          |
| D. Lavalée        | 0          | 0          | 0           | 0          | 0                 | 0                 | 0                 | 0                 | 0        | 0      | 0           | 0          |
| M. Liesegang      | 0          | 0          | 0           | 0          | 0                 | 0                 | 0                 | 0                 | 0        | 0      | 0           | 0          |
| A. Martín         | 22         | 0          | 2           | 0          | 1                 | 0                 | 0                 | 0                 | 23       | 0      | 2           | 0          |
| J. Mateta         | 18         | 3          | 0           | 1          | 0                 | 0                 | 0                 | 0                 | 18       | 3      | 0           | 1          |
| A. Maxim          | 5          | 0          | 1           | 0          | 1                 | 0                 | 0                 | 0                 | 6        | 0      | 1           | 0          |
| J. Meier          | 0          | 0          | 0           | 0          | 0                 | 0                 | 0                 | 0                 | 0        | 0      | 0           | 0          |
| M. Mustapha       | 0          | 0          | 0           | 0          | 0                 | 0                 | 0                 | 0                 | 0        | 0      | 0           | 0          |
| P. Mwene          | 4          | 0          | 1           | 0          | 0                 | 0                 | 0                 | 0                 | 4        | 0      | 1           | 0          |
| F. Müller         | 13         | 0          | 0           | 0          | 1                 | 0                 | 0                 | 0                 | 14       | 0      | 0           | 0          |
| P. Nebel          | 0          | 0          | 0           | 0          | 0                 | 0                 | 0                 | 0                 | 0        | 0      | 0           | 0          |
| M. Niakhaté       | 33         | 1          | 7           | 0          | 1                 | 0                 | 0                 | 0                 | 34       | 1      | 7           | 0          |
| K. Onisiwo        | 32         | 4          | 3           | 0          | 1                 | 0                 | 1                 | 0                 | 33       | 4      | 4           | 0          |
| M. Papela         | 0          | 0          | 0           | 0          | 0                 | 0                 | 0                 | 0                 | 0        | 0      | 0           | 0          |
| R. Pierre-Gabriel | 8          | 0          | 3           | 0          | 0                 | 0                 | 0                 | 0                 | 8        | 0      | 3           | 0          |
| R. Quaison        | 32         | 13         | 2           | 0          | 1                 | 0                 | 0                 | 0                 | 33       | 13     | 2           | 0          |
| A. Seydel         | 0          | 0          | 0           | 0          | 0                 | 0                 | 0                 | 0                 | 0        | 0      | 0           | 0          |
| Á. Szalai         | 27         | 1          | 1           | 0          | 0                 | 0                 | 0                 | 0                 | 27       | 1      | 1           | 0          |
| N. Tauer          | 0          | 0          | 0           | 0          | 0                 | 0                 | 0                 | 0                 | 0        | 0      | 0           | 0          |
| R. Zentner        | 22         | 0          | 1           | 0          | 0                 | 0                 | 0                 | 0                 | 22       | 0      | 1           | 0          |
| L. Öztunalı       | 27         | 4          | 1           | 0          | 0                 | 0                 | 0                 | 0                 | 27       | 4      | 1           | 0          |